# Motte castrale de Fayet
La motte castrale de Fayet est une motte castrale située à Fayet-Ronaye dans le département français du Puy-de-Dôme, en région Auvergne-Rhône-Alpes.

## Historique
Faute de recherches archéologiques, la motte n’a pas pu faire l’objet d’une datation précise.

### Protection
La motte castrale de Fayet est inscrite au titre des monuments historiques par arrêté du 5 mai 1995.

## Description
D'un diamètre d’environ 40 mètres, la motte s’élève à une hauteur d’environ 5 mètres et est bordée d’un fossé de plus de 5 mètres de large.

## Légende
Selon une légende racontée par le chanoine Dissard au début du XXe siècle, un chef suprême des druides nommé Dissard aurait été tué par les Romains, avec ses fidèles, près du Doulon en Auvergne. Un tumulus appelé le Suc Dissard serait son tombeau. Le chanoine, se disant descendant de ce druide, affirme avoir participé à un ancien rituel et à des fouilles en 1902, où une faucille en or aurait été retrouvée.
Mais les archéologues modernes considèrent cette histoire comme un mythe sans fondement scientifique, réduisant le site à une simple motte féodale. Le dernier « pape des druides », selon la tradition familiale, serait mort en 1961.